# Olympia (film, 1930)
Pour les articles homonymes, voir Olympia.
Ne doit pas être confondu avec Olympia (film, 1938).
Pour plus de détails, voir Fiche technique et Distribution.
Olympia est un film de Jacques Feyder datant de 1930. C'est la version allemande de Si l'empereur savait ça d'après la pièce Olympia de Ferenc Molnár écrite en 1928.

## Résumé
Une princesse déchue de l'ancien empire austro-hongrois refuse son mariage arrangé et tombe amoureuse d'un jeune capitaine de cavalerie.

## Fiche technique
- Scénario : Leo Birinsky et Heinrich Fraenkel
- Réalisation : Jacques Feyder

## Distribution
- Nora Gregor
- Hans Junkermann (acteur)
- Theo Shall
- Karl Etlinger
- William H. Daniels